# Dave Sorenson
David Lowell Sorenson, detto Dave (Findlay, 8 luglio 1948 – Cleveland, 9 luglio 2002), è stato un cestista statunitense, professionista nella NBA e in Italia.

## Carriera
Venne selezionato dai Cleveland Cavaliers al secondo giro del Draft NBA 1970 (26ª scelta assoluta).
È stato professionista nella NBA e in Italia.
In Serie A, ha segnato un totale di 3.949 punti.

## Palmarès
- NCAA AP All-America Third Team (1969)